# Archaeothyris
Archaeothryis là một chi động vật một cung bên của họ Ophiacodontidae nó là một trong các chi Synapsida cổ nhất, sống cách nay 306 triệu năm, sinh sống ở Nova Scotia vào kỷ Than Đá.